# Homburg (Saar)
 For alternative betydninger, se Homburg. (Se også artikler, som begynder med Homburg)
Homburg er en administrationsby i Saarpfalz-Kreis, delstaten Saarland, Tyskland. I 2008 havde kommunen et indbyggertal på 43.691.
Universität des Saarlandess medicinske afdeling er placeret på Universitetshospitalet i Homburg. Blandt de største arbejdspladser er Robert Bosch GmbH og Michelins afdelinger i byen. Bryggeriet Karlsberg blev grundlagt her i 1878, og er i dag blandt de største i Tyskland.

## Venskabsbyer
- La Baule-Escoublac – siden 1984
- Ilmenau – siden 1989